# جورج تومسون
جورج تومسون (بالإنجليزية: George Thompson)‏ (23 مارس 1884 في المملكة المتحدة - ) هو مدرب كرة قدم ولاعب كرة قدم بريطاني (وحمل سابقاً جنسية المملكة المتحدة لبريطانيا العظمى وأيرلندا) في مركز الوسط. لعب مع ديربي كاونتي وشيفيلد يونايتد ونيوكاسل يونايتد ونادي ساوث شيلدز ‏.

## وصلات خارجية
- جورج تومسون على موقع Soccerbase.com (مدرب) (الإنجليزية)